# Вайзе, Эберхард
Эберхард Вайзе (нем. Eberhard Weise, 3 августа 1953, Лаута, Дрезден) — восточно-германский бобслеист, разгоняющий, выступавший за сборную ГДР в середине 1980-х годов. Серебряный призёр зимних Олимпийских игр 1984 года в Сараево, обладатель серебряных медалей чемпионатов мира и Европы.

## Биография
Эберхард Вайзе родился 3 августа 1953 года в городе Лаута, округ Дрезден. Активно заниматься бобслеем начал в 1981 году, стал полноправным членом сборной ГДР, присоединившись в качестве разгоняющего к команде пилота Бернхарда Лемана. Занял третье место на чемпионате Европы в Игльсе. В 1982 году взял серебряную награду на чемпионате мира в швейцарском Санкт-Морице. В 1983 году их команда удостоилась серебра европейского первенства, прошедшего в Югославии.
Благодаря череде удачных выступлений в 1984 году Вайзе отправился защищать честь страны на Олимпийские игры в Сараево и в составе команды, куда кроме Лемана вошли также разгоняющие Инго Фоге и Богдан Музиоль, завоевал серебряную медаль. Вскоре после этих соревнований, не сумев составить конкуренцию молодым немецким бобслеистам, принял решение завершить карьеру профессионального спортсмена.